# Saint-Germain-d'Anxure
Saint-Germain-d'Anxure és un municipi francès situat al departament de Mayenne i a la regió de País del Loira. L'any 2007 tenia 285 habitants.

## Demografia

### Població
El 2007 la població de fet de Saint-Germain-d'Anxure era de 285 persones. Hi havia 117 famílies de les quals 33 eren unipersonals (18 homes vivint sols i 15 dones vivint soles), 40 parelles sense fills, 40 parelles amb fills i 4 famílies monoparentals amb fills.
La població ha evolucionat segons el següent gràfic:
Habitants censats

### Habitatges
El 2007 hi havia 144 habitatges, 116 eren l'habitatge principal de la família, 18 eren segones residències i 10 estaven desocupats. 143 eren cases i 1 era un apartament. Dels 116 habitatges principals, 87 estaven ocupats pels seus propietaris, 27 estaven llogats i ocupats pels llogaters i 1 estava cedit a títol gratuït; 5 tenien dues cambres, 15 en tenien tres, 28 en tenien quatre i 68 en tenien cinc o més. 79 habitatges disposaven pel capbaix d'una plaça de pàrquing. A 55 habitatges hi havia un automòbil i a 55 n'hi havia dos o més.

### Piràmide de població
La piràmide de població per edats i sexe el 2009 era:
| Homes | Edats   | Dones |
| ----- | ------- | ----- |
| 0     | 95 o +  | 0     |
| 4     | 90 a 94 | 0     |
| 8     | 85 a 89 | 0     |
| 0     | 80 a 84 | 4     |
| 12    | 75 a 79 | 12    |
| 4     | 70 a 74 | 20    |
| 4     | 65 a 69 | 4     |
| 8     | 60 a 64 | 8     |
| 0     | 55 a 59 | 4     |
| 4     | 50 a 54 | 4     |
| 16    | 45 a 49 | 0     |
| 0     | 40 a 44 | 12    |
| 20    | 35 a 39 | 12    |
| 4     | 30 a 34 | 0     |
| 16    | 25 a 29 | 8     |
| 4     | 20 a 24 | 4     |
| 12    | 15 a 19 | 12    |
| 16    | 10 a 14 | 8     |
| 8     | 5 a 9   | 0     |
| 8     | 0 a 4   | 4     |

## Economia
El 2007 la població en edat de treballar era de 164 persones, 138 eren actives i 26 eren inactives. De les 138 persones actives 132 estaven ocupades (75 homes i 57 dones) i 6 estaven aturades (5 homes i 1 dona). De les 26 persones inactives 13 estaven jubilades, 8 estaven estudiant i 5 estaven classificades com a «altres inactius».

### Ingressos
El 2009 a Saint-Germain-d'Anxure hi havia 125 unitats fiscals que integraven 306 persones, la mediana anual d'ingressos fiscals per persona era de 15.612,5 €.

### Activitats econòmiques
Dels 6 establiments que hi havia el 2007, 1 era d'una empresa de fabricació d'altres productes industrials, 1 d'una empresa de construcció, 1 d'una empresa de comerç i reparació d'automòbils, 1 d'una empresa d'hostatgeria i restauració, 1 d'una empresa de serveis i 1 d'una empresa classificada com a «altres activitats de serveis».
L'únic servei als particulars que hi havia el 2009 era un restaurant.
L'any 2000 a Saint-Germain-d'Anxure hi havia 25 explotacions agrícoles que ocupaven un total de 1.071 hectàrees.

## Equipaments sanitaris i escolars
El 2009 hi havia una escola elemental.

## Poblacions més properes
El següent diagrama mostra les poblacions més properes.